# Simulium lividum
Simulium lividum es una especie de insecto del género Simulium, familia Simuliidae, orden Diptera.
Fue descrita científicamente por Schellenberg, 1803.